# سایسلا
سایسلا (به آلمانی: Seisla) یک شهر در آلمان است که در Ranis-Ziegenrück واقع شده‌است. سایسلا ۱۵۹ نفر جمعیت دارد.